# ヘンドリック・ウィレム・ヴァン・ルーン
ヘンドリック・ウィレム・ヴァン・ルーン（Hendrik Willem Van Loon 1882年1月14日 - 1944年3月11日）は、アメリカ合衆国のジャーナリスト・作家。オランダ・ロッテルダム生まれ。

## 生涯
21歳でアメリカへ移住して、コーネル大学を卒業する。はじめ「オランダ共和国の没落」(1913年)などオランダ史に関する著作をなすが、1921年、挿絵を自分で描いた「人間の歴史の物語」でニューベリー賞を受賞、有名になる。そのほかに、「聖書物語」「寛容」「アメリカ」など。日本でも早くから訳され、「聖書物語」「人間の歴史の物語」は広く読まれた。
「はるか北のスヴィショードと呼ばれる國に、ひとつの岩がある。その高さは100キロ、幅は100キロだ。10000年に一度小鳥がこの岩にやってきて、くちばしをとぐ。こうして徐々にすり減っていき、やがてその岩がなくなってしまったとき、永遠の1日が終わる。」という短文がある。

## 日本語訳
- 『人類の足蹟 原始時代より太古時代まで』柳井和助訳 中央出版社 1924
- 『人類物語 書き直された世界史』神近市子訳 新光社 1924
- 『世界文明史物語』前田晁訳 早稻田大學出版部 1925　のち角川文庫
- 『聖書物語』神近市子訳 イデア書院 1926
- 『人類文化史物語』神近市子訳 三陽書院 1927
- 『世界人類物語』神近市子訳 春秋社 1928
- 『聖書物語 人間の魂の歴史』前田晁訳 東京堂 1931　のち岩波文庫
- 『ヴアン・ルーンの地理学』内山賢次訳 厚生閣 1933
- 『人類発明史物語』道家一己訳 新民書房 1942
- 『古代人物語』道家一已訳 新民書房 1943
- 『芸術の歴史』玉城肇訳 鮎書房 1944　のち新評論社
- 『レムブラントとその時代』中柴光泰, 五来要人訳 九鬼書房 1944
- 『グスタッフ・ヴァーサの脱走と冒険』竜口直太郎訳 雄鶏社 1949
- 『人類解放物語 人類が考える権利をもとめた闘いの物語』内山賢次訳 三笠書房 1951
- 『人間の歴史の物語』日高六郎,日高八郎訳 岩波少年文庫 1952
- 『発明ものがたり 人間は奇蹟をつくる』宮原誠一訳 法政大学出版局 1955
- 『聖書物語』村岡花子訳 角川文庫 1960
- 『古代文明のあけぼの』白木茂訳 少年少女世界の歴史 1 あかね書房 1961
- 『聖書物語』山室静訳　世界教養全集 第8 平凡社 1962
- 『聖書物語』吉田新一訳 梁川剛一絵 ポプラ社 世界の名著 1968
- 『太平洋物語』柴田賢一訳 大陸書房 1968
- 『聖書物語』片岡政昭訳 国土社 1976
- 『聖書物語』百々佑利子訳 ポプラ社 ポプラポケット文庫 2006